# 新華路駅
新華路駅（しんかろ-えき）はかつて中華人民共和国天津市和平区に存在した天津地下鉄1号線の駅。
リニューアル工事前の終着駅であった。

## 駅構造
- 相対式ホーム2面2線の地下駅であった。

## 駅位置
- 新華路と南京路が交差する交差点に位置していた。

## 歴史
- 1984年12月28日 - 開業。
- 2001年10月19日 - リニューアル工事のため当駅を廃止。

## 隣の駅
- ■1号線

小白楼駅 - 新華路駅 - 営口道駅